# Karyes
Karyes (griechisch Καρυές (f. pl.) auch Karies) ist der Hauptort des autonomen Mönchsstaates Athos. Die Siedlung hat 163 Einwohner (2011) und ist Sitz der Verwaltung, des Parlaments und der Regierung des Mönchstaates sowie des Repräsentanten des griechischen Staates. Es liegt auf etwa 400 Meter Höhe mit Aussicht auf den Strymonischen Golf.

## Organisation der Verwaltung
Jedes der 20 Großklöster entsendet jeweils zwei Mönche nach Karyes. Dieser Kreis bildet das „Parlament“ des klerikalen Staates. Die Abgeordneten von 19 Klöstern leben jeweils in sogenannten Konak (Gesandtschaften) ihrer Klöster. Lediglich die Abgeordneten des Klosters Koutloumousiou leben wegen der örtlichen Nähe in ihrem Heimatkloster. Vier Mönche von vier verschiedenen Klöstern bilden eine Regierung (Protat), in der alle Beschlüsse einstimmig gefasst werden müssen. Dokumentiert wird die Einstimmigkeit dadurch, dass das offizielle Siegel viergeteilt ist und jeder der vier Regierungsmitglieder jeweils ein Viertel besitzt. Da Beschlüsse mit Siegelstempel dokumentiert werden, ist es erforderlich, dass alle Regierungsmitglieder ihr Teilsiegel hinzufügen.

## Lage, Infrastruktur und Verkehr
Der Ort liegt zentral auf der Halbinsel des Athos und ist gleichzeitig größter Verkehrsknotenpunkt. Es bestehen regelmäßige Linienbusverbindungen nach Dafni, dem Haupthafen, sowie mehr oder weniger regelmäßige Taxibusverbindungen zu den Klöstern, die direkt per (Schotter-)Straße mit Karyes verbunden sind. Karyes besteht aus verstreut liegenden zweistöckigen Häusern und neben den Gesandtschaften und dem Regierungs- und Verwaltungsgebäude finden sich in Karyes eine Bank, ein Büro der OTE, eine Polizeistation, eine Erste-Hilfe-Station sowie verschiedene Geschäfte für den geistigen (Bücher, Ikonen, sakrale Gegenstände) und täglichen (Lebensmittel, Werkzeuge, Telefonkarten und Ähnliches) Bedarf. Eine Post, eine Apotheke und ein Restaurant vervollständigen den Dorfcharakter dieses Ortes.

## Bauwerke
In Karyes befinden sich auch die Skite Agios Andrea mit der größten orthodoxen Kirche des Balkans und der benachbarten Athonitis-Schule (Hochschule für byzantinische Theologie) sowie die Hauptkirche des Athos, in der auch die erste Verfassung (geschrieben auf der Haut eines Ziegenbockes) aufbewahrt wird.